# Orthoceratium lacustre
Orthoceratium lacustre är en tvåvingeart som först beskrevs av Giovanni Antonio Scopoli 1763.  Orthoceratium lacustre ingår i släktet Orthoceratium och familjen styltflugor. Inga underarter finns listade i Catalogue of Life.